# Haemaphysalis fujisana
Haemaphysalis fujisana är en fästingart som beskrevs av Kitaoka 1970. Haemaphysalis fujisana ingår i släktet Haemaphysalis och familjen hårda fästingar. Inga underarter finns listade i Catalogue of Life.